# La Coma (Sant Julià de Vilatorta)
La Coma és una obra del municipi de Sant Julià de Vilatorta (Osona) inclosa en l'Inventari del Patrimoni Arquitectònic de Catalunya.

## Descripció
Es tracta d'un edifici civil. És una masia de planta quadrada de 8 x 8 m, coberta a dues vessants, amb el carener perpendicular a la façana, situada a llevant. Es troba adossada a un cingle per la part de ponent, on fa una petita bauma. Consta de planta baixa i pis. La façana presenta un portal rectangular amb llinda de fusta a la planta baixa, a la part dreta hi ha un cos adossat, cobert a una vessant, al primer pis s'obren dues finestres de pedra, a migdia hi ha una finestra a planta i dues al primer pis. A tramuntana, tres petites obertures, una amb reixa forjada, en aquest indret s'hi veu un allargament posterior a la casa (pel canvi de color de la pedra). La part de ponent es troba completament recolzada damunt el cingle. Els ràfecs del teulat sobresurten molt. Al Sud-est hi ha un petit cobert, a dues vessants i modificat amb totxos.

## Història
És una petita masia que fou registrada al Nomenclàtor de la província de Barcelona de l'any 1892.